# Kvarnasjön (Dannäs socken, Småland)
Kvarnasjön är en sjö i Värnamo kommun i Småland och ingår i Lagans huvudavrinningsområde. Sjön är 3,4 meter djup, har en yta på 0,27 kvadratkilometer och är belägen 152,1 meter över havet.

## Delavrinningsområde
Kvarnasjön ingår i det delavrinningsområde (632878-138330) som SMHI kallar för Utloppet av Norra Fyllen. Medelhöjden är 167 meter över havet och ytan är 37 kvadratkilometer. Det finns inga delavrinningsområden uppströms utan avrinningsområdet är högsta punkten. Vattendraget som avvattnar avrinningsområdet har biflödesordning 3, vilket innebär att vattnet flödar genom totalt 3 vattendrag innan det når havet efter 152 kilometer. Delavrinningsområdet består mestadels av skog (75 procent). Avrinningsområdet har 3,42 kvadratkilometer vattenytor vilket ger det en sjöprocent på 9,2 procent.